# Gim So-hui
Gim So-hui, född 19 augusti 1996, är en sydkoreansk alpin skidåkare som tävlar i storslalom och slalom. 
Gim deltog vid olympiska vinterspelen 2014 i Sotji, där hon slutade på en 53:e plats i storslalom. I slalom körde hon ur i första åket. Hon deltog även vid olympiska vinterspelen 2018 i Pyeongchang, där hon slutade på en 45:e plats i storslalom. Slalomloppet slutförde hon inte. Hon deltog också i lagtävlingen där Sydkorea kom på en 9:e plats. Vid olympiska vinterspelen 2022 i Peking placerade hon sig på 33:e plast i storslalom och på 39:e plats i slalom.